# Bezirk Skrīveri
Der Bezirk Skrīveri (Skrīveru novads) war ein Bezirk in Lettland, der von 2009 bis 2021 existierte. Bei der Verwaltungsreform 2021 wurde der Bezirk aufgelöst, sein Gebiet gehört seitdem zum neuen Bezirk Aizkraukle.

## Geographie

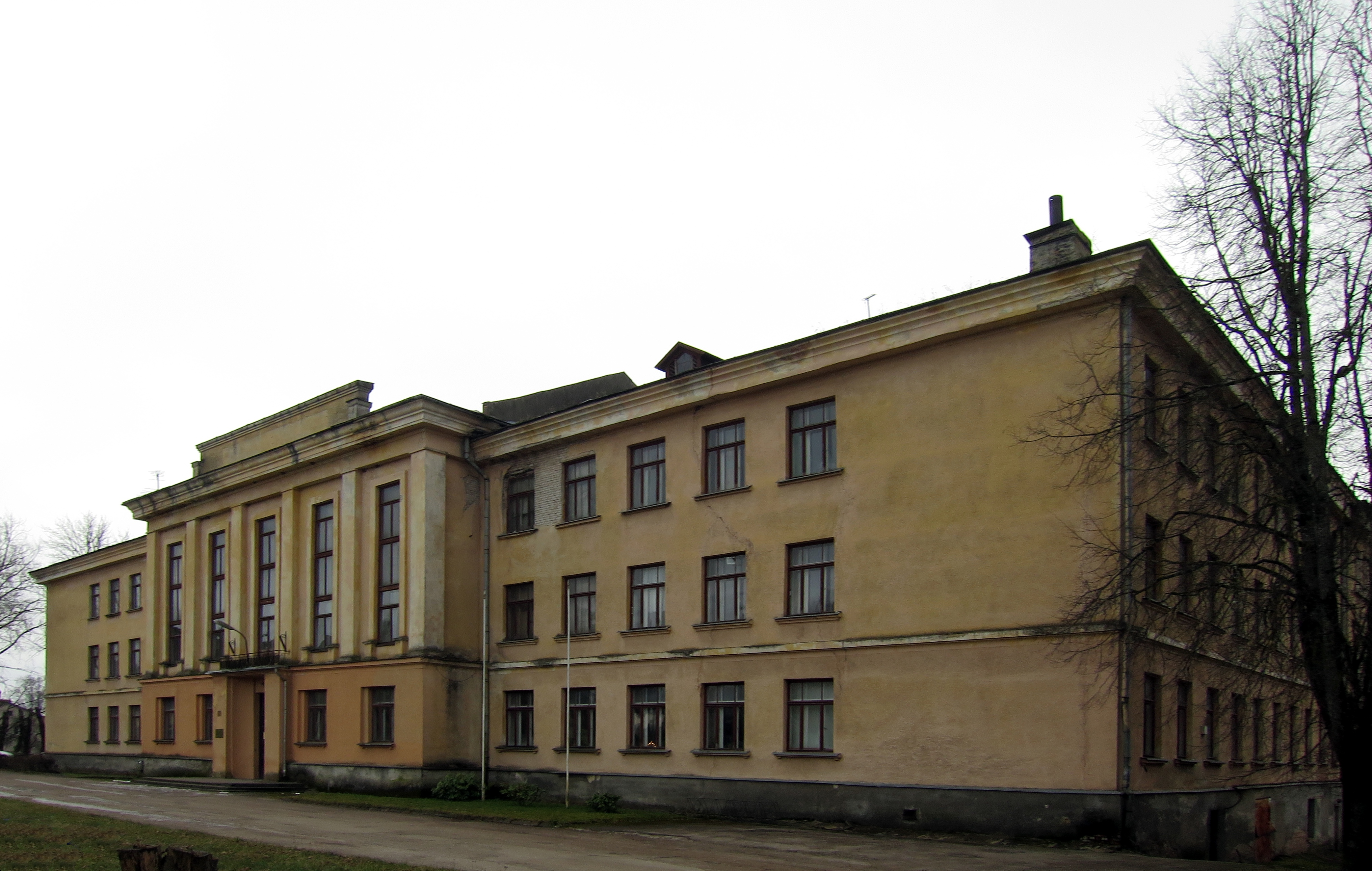
Gebäude des Agrarforschungsinstituts

Das Bezirk Skriveri lag in der Region Vidzeme (Livland) am rechten Ufer der Daugava und bestand aus der gleichnamigen Gemeinde. Er umfasste die Ortschaften Skrīveri (Hauptort), Klidziņa, Līči und Ziedugravas.
Im Bezirk befand sich das Institut für Landwirtschaft, das Agrarforschungsinstitut der Lettischen Universität für Biowissenschaften und Technologie.

## Bevölkerung
Im Jahr 2010 waren 4042 Einwohner im Bezirk gemeldet.

## Nachweise
1. ↑  Vides aizsardzības un reģionālās attīstības ministrija (Ministerium für Naturschutz und Regionalentwicklung), Karten und Auflistung der Verwaltungseinheiten, abgerufen am 27. Juli 2021
2. ↑  Īss ieskats vēsturē (lettisch), abgerufen am 22. Oktober 2024.